# 가파초등학교
가파초등학교는 대한민국 제주특별자치도 서귀포시 대정읍 가파리에 있는, 대한민국 최남단에 위치한 공립 초등학교이다. 마라도에 마라분교를 두고 있다.

## 학교 연혁
- 1922년 4월 2일 신유의숙 개교(355번지)
- 1922년 11월 1일 개량사숙 신유의숙으로 개칭
- 1932년 4월 1일 신유서당으로 개칭(275번지)
- 1943년 4월 20일 4교실 신축(석조함석)
- 1946년 11월 1일 가파국민학교 설립 개교(464번지)
- 1958년 8월 31일 마라분교장 설립 인가
- 1978년 3월 1일 급식학교 개설
- 1978년 3월 1일 문교부지정 급식시범학교 운영
- 1985년 3월 1일 본관 6개 교실 개축 공사 준공
- 1991년 12월 13일 교무실, 교장실, 급식실, 교원사택 준공
- 1992년 2월 27일 교원사택(추가) 학교정문 공사 준공
- 1995년 3월 1일 병설유치원 설립 인가
- 1996년 3월 1일 가파초등학교 개칭
- 2003년 9월 1일 교장관사 신축
- 2008년 10월 2일 회을공원 조성
- 2011년 2월 1일 학교공원화 및 로드스톤 준공
- 2013년 2월 15일 제66회 1명 졸업(총 졸업생 1,132명)
- 2016년 2월 5일 제68회 1(1)명 졸업(총 졸업생 1,136명)[2]
- 2016년 3월 1일 2학급(복식, 단식) 편성
- 2016년 3월 1일 제39대 고용석 교장 부임
- 2017년 3월 1일 3학급 편성(복식2, 단식1)
- 2017년 3월 1일 마라분교장 휴교(~ 2018년 2월 28일)

## 같이 보기
- 마라도

## 참고 자료
- 가파초등학교 - 한국교육학술정보원 학교알리미